# Host card emulation
Host Card Emulation (HCE) Emulació de targeta del sistema és la presentació d'una representació virtual i exacta d'una targeta intel·ligent utilitzant només programari. Fins ara les transaccions NFC es van dur a terme principalment mitjançant l'enfocament Secure Element. Recentment s'han realitzat diversos llançaments de sistemes operatius mòbils tals com BlackBerry 10 o Android 4.4 que permeten emular una targeta (Host Card Emulation) obrint noves possibilitats per a transaccions segures basades en NFC. Els possible usos podrien ser pagaments, programes de fidelització, targetes d'accés, targetes de transport, i altres serveis personalitzats.
Qualsevol aplicació en un dispositiu amb sistema operatiu BlackBerry 10 o Android 4.4 pot emular una targeta intel·ligent de NFC, permetent als usuaris iniciar operacions amb una aplicació de la seva elecció. Les aplicacions també poden utilitzar una nova manera de lectura a fi d'actuar com a lectors de targetes d'HCE i altres transaccions basades en NFC.
NFC s'ha enfrontat a problemes d'adopció a causa de la falta d'infraestructura (terminals) i l'enfocament element segur no permetre que jugadors com operar lliurement. HCE permet el següent: es redueix la bretxa entre els comerciants i l'emissió de targetes, porta el tema de bucle tancat i sense contacte en el focus, i més tàcticament - permet un escenari d'implementació senzilla que no requereix d'ells per canviar el programari dins de la terminal.

## Història
HCE és un terme creat que descriu la capacitat de realitzar transaccions amb targetes intel·ligents operats a control remot. Abans d'encunyar el terme, l'emulació targeta només existia a l'espai físic. En altres paraules, només es podia replicar una targeta segura amb un altre maquinari segur allotjat en general dins de la carcassa d'un telèfon intel·ligent.
El primer dispositiu mòbil conegut que va recolzar HCE va ser llançat en Blackberry 7 OS.
CyanogenMod va ser el següent sistema operatiu del dispositiu mòbil conegut que va recolzar HCE.

## Implementació
HCE és la capacitat per Near Field Communication  de transferir informació entre un terminal amb NFC i una aplicació de dispositiu mòbil configurat per actuar o pretendre emular les respostes funcionals d'una targeta NFC. HCE requereix que el protocol NFC s'encamini al sistema operatiu principal del dispositiu mòbil en lloc d'encaminar a element segur del maquinari basat Secure xip d'Element (ES) configurat per respondre només com una targeta, sense una altra funcionalitat.
Amb HCE, qualsevol aplicació en un dispositiu Android 4.4 pot emular una targeta intel·ligent de NFC, permetent als usuaris aprofitar per iniciar operacions amb una aplicació de la seva elecció. Aplicacions també poden utilitzar una nova manera de lectura a fi d'actuar com a lectors de targetes d'HCE i altres transaccions basades en NFC.

## Usos
HCE es pot utilitzar per permetre transaccions entre els dispositius Android i altres dispositius amb credencial d'adquisició. Aquests dispositius poden incloure:
- altres dispositius mòbils,
- terminals sense contacte en el punt de venda,
- torniquets de trànsit,
- varietat de panells tàctils de control d'accés.